# Андрес Кунья
Андрес Кунья (ісп. Andrés Cunha, 8 вересня 1976, Монтевідео, Уругвай) — уругвайський футбольний арбітр. Арбітр ФІФА, судить міжнародні матчі з 2011.
У 2014 судив матч уругвайського дербі між «Насьйональ» (Монтевідео) та «Пеньяролем».
У 2017 обраний до числа головних арбітрів молодіжного чемпіонату світу з футболу 2017.

## Кар'єра
Обслуговував матчі Кубка Америки 2015 та Столітнього Кубка Америки 2016.
29 березня 2018 року ФІФА затвердила список з 36 суддів та 63 асистентів арбітрів, відібраних для обслуговування матчів чемпіонату світу, серед них, зокрема і Андерс Кунья.
| Дата           | Місце             | Збірні               | Рахунок | Турнір                       | ЖК | YK · YK · RK | RK |
| -------------- | ----------------- | -------------------- | ------- | ---------------------------- | -- | ------------ | -- |
| 14 червня 2015 | Ранкагуа, Чилі    | Колумбія – Венесуела | 0 – 1   | Кубок Америки 2015           | 7  | 0            | 0  |
| 19 червня 2015 | Сантьяго, Чилі    | Чилі – Болівія       | 5 – 0   | Кубок Америки 2015           | 3  | 0            | 0  |
| 27 червня 2015 | Консепсьйон, Чилі | Бразилія – Парагвай  | 1 – 1   | Кубок Америки 2015           | 5  | 0            | 0  |
| 12 червня 2016 | Фоксборо, США     | Бразилія – Перу      | 0 – 1   | Столітній Кубок Америки 2016 | 3  | 0            | 0  |

## Інші матчі
Судив матч кваліфікаційного відбору до чемпіонату світу 2018:
| Дата              | Місце               | Збірні               | Рахунок | Турнір               | ЖК | YK · YK · RK | RK |
| ----------------- | ------------------- | -------------------- | ------- | -------------------- | -- | ------------ | -- |
| 13 жовтня 2015    | Асунсьйон, Парагвай | Парагвай – Аргентина | 0 – 0   | Кваліфікація ЧС 2018 | 3  | 0            | 0  |
| 10 листопада 2016 | Матурін, Венесуела  | Венесуела – Болівія  | 5 – 0   | Кваліфікація ЧС 2018 | 2  | 0            | 0  |
| 28 березня 2017   | Сантьяго, Чилі      | Чилі – Венесуела     | 3 – 1   | Кваліфікація ЧС 2018 | 4  | 0            | 0  |